# 成羽藩

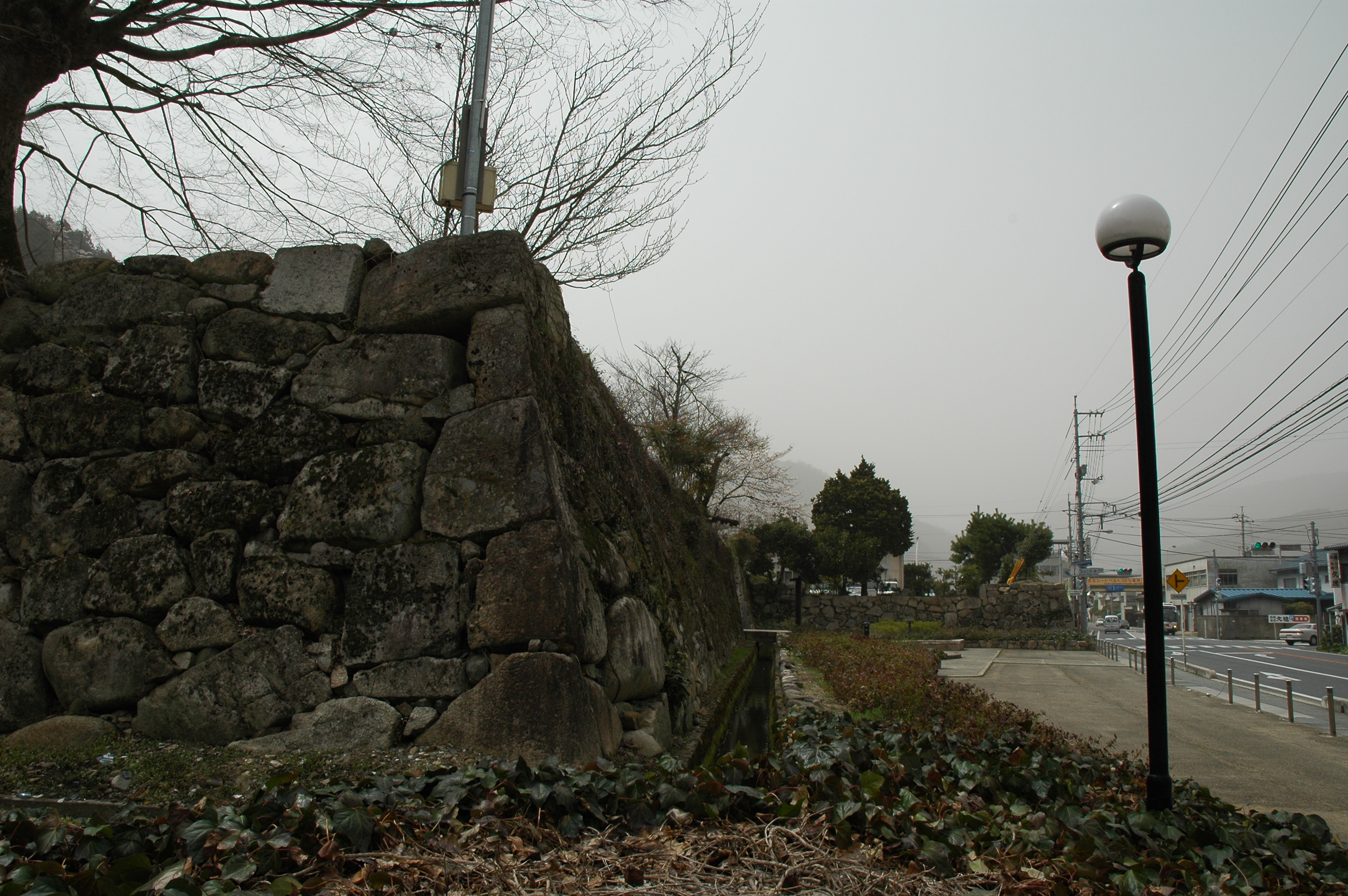
成羽陣屋跡

成羽藩（なりわはん）は、備中国川上郡成羽村（現在の岡山県高梁市成羽町）周辺を領有した藩。江戸時代の大半は交代寄合表向御礼衆（旗本）領であった。藩庁は成羽城（後期は成羽陣屋と呼ばれる）に置かれた。

## 藩史
成羽藩は元和3年（1617年）、因幡国若桜藩主山崎家治が大坂の陣の戦功により3万5,000石に加増され入部したことに始まる。
家治はそれまでの鶴首城を廃し新たに麓に成羽陣屋を築いた。成羽藩主時代の家治は幕府の御用に忙殺された。まず、元和5年（1619年）の福島正則改易時には義兄の池田長幸と共に備後国三原城を守衛を命じられている。翌元和6年（1620年）の大坂城築城工事において天守・本丸・二の丸の石垣構築に携わり、その才能を評価され「築城の名手」と呼ばれるようになった。現在でも大坂城天守の石垣には山崎家の刻印が施された石垣を見ることができる。尚、この築城工事で出た廃石は、家治のアイデアで中之島の基礎として再利用された。家治が中之島開発のきっかけとなったことから、中之島の東端 （現在の北区中之島1～2丁目）には山崎家の大坂蔵屋敷が所在し、通称「山崎の鼻」と呼ばれた。続いて寛永11年（1634年）、伊予国松山藩主蒲生忠知が死去し無嗣断絶になると松山城の城番を勤めた。そして寛永13年（1636年） 、江戸城外堀普請（丸の内1丁目鍛冶橋付近）において、親戚筋の備前国岡山藩主池田光政を組頭とする石垣方四組に属し普請を行っている。その後その石垣は小石川後楽園に移設され、現在でも山崎家の刻印が掘られた石垣を見ることができる。また、家治は飛領の浅口郡連島の新田開発を積極的に推進し、その技能を幕府より高く評価された。尚この連島は次男山崎豊治が大身旗本（のち交代寄合表向御礼衆）として成羽に戻った際に再び山崎家の所領となり、江戸時代を通じた新田開発が奏功し、成羽領が幕末に維新立藩する契機となった。
寛永15年（1638年）、島原の乱により荒廃した天草の復興を託され、7,000石を加増のうえで肥後国富岡藩4万2,000石を与えれて転封となった。家治は、上述した築城技術や連島の新田開発、それに幕府御用への忠勤などが幕閣より評価され、その能力を買われ転封となった。家治は島原の乱によって疲弊した天草の復興と富岡城の修築に注力し、その功績により寛永18年（1641年）、讃岐国丸亀藩5万3,000石へ加増転封となった。
代わって寛永16年（1639年）、常陸国下館藩より水谷勝隆が5万石で入部した。勝隆は成羽陣屋や城下町の拡張を推進したが、寛永19年（1642年）に在任わずか3年で備中国松山藩へ転封となったため、成羽藩は廃藩となり幕府代官支配の天領となった。
一方、明暦3年（1657年）3月、山崎家治の嫡孫で讃岐国丸亀藩3代藩主山崎治頼が8歳で夭折し、丸亀藩山崎家は嗣子断絶で改易となった。しかし、治頼の後見人として讃岐国三野郡仁尾5,000石を分知されていた家治の次男山崎豊治は、幕府より山崎家の名跡相続を許され所領は安堵された。翌万治元年（1658年）5月、幕府の計らいで所領を備中国川上郡・浅口郡内に移され、旧領で豊治の出生地でもある川上郡成羽村を居所とした。父家治が寛永15年（1638年）に肥後国富岡藩へ転出して以来、山崎家が19年ぶりに成羽に戻ることとなった。豊治は幕府に国元へ赴くことを許可され、万石未満の旗本ながら領地へ赴いた。このお国入りが山崎家代々の習わしとなり、大名と同等の格式を与えれた交代寄合（交代寄合表向御礼衆）に加わる契機となった。
その後豊治の子孫は、転封することなく明治4年（1871年）の廃藩置県まで交代寄合（慶応4年（1868年）から大名）として成羽の地を治めた。領地支配については、特筆すべき事柄はあまりないが次の3点を挙げておく。
1点目は、宝永元年（1704年）に2代領主義方が、尊崇していた江戸の愛宕神社を成羽の愛宕山頂に勧請し、愛宕神社に白谷提にて花火を奉納したことである。この花火は現在でも「成羽愛宕大花火」として毎年7月に開催されている。
2点目は4代領主信盛は嗣子がいなかったため、嫡母の実家である豊後国森藩久留島家より久留島光通の六男通有（のちの5代領主義俊）を養子として迎え家督を相続させたことである。この養子縁組により、家治・豊治父子の血統は信盛をもって途切れることとなった。
最後に3点目は、幕末の慶応4年（1868年）、義厚（大名となり治正と改名）の代に浅口郡連島の新田開発分を明治政府に申し立て、1万2,746石に高直しがあり諸侯に列して立藩したことである（維新立藩）。山崎家は家治の代より浅口郡内の新田開発を推進していたが、豊治の時代である延宝6年（1678年）には亀島新田に280町歩が完成しており、さらに幕末には280町歩余りに及ぶ鶴新田の開拓が行なれていた。廃藩置県で成羽県となり、後、深津県・小田県を経て岡山県に編入された。山崎家は明治17年（1884年）の華族令で男爵に叙されている。

## がま池
交代寄合表向御礼衆時代及び維新立藩後の成羽藩の上屋敷は現在の東京都港区元麻布2丁目にあり、大きな池があった。文政4年（1821年）の大火では山崎家上屋敷のみが類焼を免れたが、これはこの池に住むという大ガマが水を吹きかけて類焼を防いだからであるという言い伝えが残っている。これ以降江戸市中の人々は、山崎家に火除けのお守りを乞うようになった。明治維新以降は、近所の末広神社でお札の発給を引き継いだ。旧成羽藩江戸藩邸のがま池は、明治以降東京の名所の一つに数えられる名所となったが、昭和8年（1933年）にほとんどが埋め立てられ、さらに埋め立てられ、現在はマンションの敷地内に一部残っているのみとなった。尚、このがま池はNHK総合テレビの紀行・教養バラエティ番組『ブラタモリ』において、2009年11月12日に第5回放送「三田・麻布」にて取り上げられた。

## 歴代藩主

### 山崎家（前期）
外様 3万5,000石 （1617年 - 1638年）
| 代 | 氏名                       | 官位           | 在職期間        | 享年 | 備考                                                                               |
| -- | -------------------------- | -------------- | --------------- | ---- | ---------------------------------------------------------------------------------- |
| 1  | 山崎家治 やまざき いえはる | 従五位下甲斐守 | 1617年 - 1638年 | 55   | 元和3年（1617年）に因幡国若桜藩より入部。 寛永15年（1638年）に肥後国富岡藩へ転封。 |

### 水谷家
外様 5万石 （1639年 - 1642年）
| 代 | 氏名                       | 官位           | 在職期間        | 享年 | 備考                                                                                |
| -- | -------------------------- | -------------- | --------------- | ---- | ----------------------------------------------------------------------------------- |
| 1  | 水谷勝隆 みずのや かつたか | 従五位下伊勢守 | 1639年 - 1642年 | 68   | 寛永16年（1639年）に常陸国下館藩より入部。 寛永19年（1642年）に備中国松山藩へ転封。 |

### 交代寄合表向御礼衆（旗本）時代
山崎家 5,000石 （1658年 - 1868年）
| 代 | 氏名                       | 通称   | 在職期間        | 享年 | 備考 |
| -- | -------------------------- | ------ | --------------- | ---- | --- |
| 1  | 山崎豊治 やまざき とよはる | 勘解由 | 1658年 - 1688年 | 82   | 父は成羽藩初代藩主山崎家治、母は歌人木下勝俊の娘 正室は長門国長府藩初代藩主毛利秀元の娘・千菊子 |
| 2  | 山崎義方 やまざき よしかた | 主税助 | 1688年 - 1708年 | 42   | 父は山崎豊治、母は豊治の側室 正室は近江国仁正寺藩2代藩主市橋政信の娘 |
| 3  | 山崎尭治 やまざき たかはる | 兵庫   | 1708年 - 1745年 | 58   | 父は山崎義方、母は近江国仁正寺藩2代藩主市橋政信の娘 正室は豊後国森藩4代藩主久留島通政の養女（実は旗本久留島通迥の娘） |
| 4  | 山崎信盛 やまざき のぶもり | 兵部   | 1745年 - 1758年 | 31   | 父は山崎尭治、母は尭治の側室 正室は但馬国出石藩2代藩主仙石政房の娘・弁子 |
| 5  | 山崎義俊 やまざき よしとし | 主税助 | 1758年 - 1778年 | 62   | 実父は豊後国森藩5代藩主久留島光通、母は光通の側室 （※先々代山崎尭治の正室と義理の叔母・甥の関係） 正室は筑前国秋月藩5代藩主黒田長邦の娘・此子 |
| 6  | 山崎義孝 やまざき よしたか | 兵庫助 | 1778年 - 1779年 | 21   | 父は山崎義俊、母は義俊の側室、正室はなし |
| 7  | 山崎義苗 やまざき よしたね | 主税助 | 1779年 - 1781年 | 19   | 父は山崎義俊、母は義俊の側室、正室はなし |
| 8  | 山崎義徳 やまざき よしのり | 主税助 | 1781年 - 1813年 | 45   | 父は山崎義俊、母は義俊の側室 正室は豊後国日出藩10代藩主木下俊胤の娘 |
| 9  | 山崎義高 やまざき よしたか | 主税助 | 1813年 - 1819年 | 19   | 父は山崎義徳、母は豊後国日出藩10代藩主木下俊胤の娘 正室はなし |
| 10 | 山崎義柄 やまざき よしつか | 主税助 | 1819年 - 1827年 | 23   | 父は山崎義徳、母は豊後国日出藩10代藩主木下俊胤の娘 正室はなし |
| 11 | 山崎義厚 やまざき よしあつ | 主税助 | 1827年 - 1868年 | 56   | 実父は交代寄合表向御礼衆・大和国田原本領8代領主平野長興 母は山崎義徳の娘（祖母は豊後国日出藩10代藩主木下俊胤の娘） 正室は出羽国米沢藩11代藩主上杉斉定の娘（のちに離縁） 継室は肥後国宇土藩9代藩主細川行芬の娘。 1868年に維新立藩し成羽藩主となり、立藩と同時に山崎治正と改名。 |

### 山崎家（後期）
外様 1万2,746石 （1868年 - 1871年）
| 代 | 氏名                       | 通称及び官位          | 在職期間        | 享年 | 備考 |
| -- | -------------------------- | --------------------- | --------------- | ---- | --- |
| 1  | 山崎治正 やまざき はるまさ | 主税助                | 1868年 - 1869年 | 56   | 実父は交代寄合表向御礼衆・大和国田原本領8代領主平野長興 母は山崎義徳の娘（祖母は豊後国日出藩10代藩主木下俊胤の娘） 正室は出羽国米沢藩11代藩主上杉斉定の娘（のちに離縁） 継室は肥後国宇土藩9代藩主細川行芬の娘。 交代寄合表向御礼衆時代は義厚と名乗る。 |
| 2  | 山崎治祇 やまざき はるよし | 主税助 従五位下志摩守 | 1869年 - 1871年 | 55   | 父は山崎治正、母は肥後国宇土藩9代藩主細川行芬の娘 正室はなし |
| 3  | 山崎治敏 やまざき はるとし | 従五位下志摩守 男爵   | 1871年 - 1871年 | 82   | 父は山崎治正、母は肥後国宇土藩9代藩主細川行芬の娘 正室は越前勝山藩8代藩主小笠原長守の娘 |

## 幕末の領地
- 備中国
  - 浅口郡のうち - 4村
  - 川上郡のうち - 20村